# Paratrachichthys
Paratrachichthys — рід бериксоподібних риб родини Трахіхтові (Trachichthyidae). Риби поширені у Тихому океані.

## Види
- Paratrachichthys fernandezianus
- Paratrachichthys macleayi
- Paratrachichthys trailli